# Il cacciatore di aquiloni
Il cacciatore di aquiloni (titolo orig. The Kite Runner) è il primo romanzo dello scrittore afghano-americano Khaled Hosseini, pubblicato nel 2003. Racconta la storia di Amir, un ragazzino di Kabul, ambientata in mezzo ai tumultuosi eventi dell'Afghanistan, dalla caduta della monarchia, all'invasione sovietica del 1979, all'esodo di profughi in Pakistan e USA, all'ascesa del furioso regime integralista Taliban. I temi della colpa e della redenzione erompono dalle sue pagine, quando un episodio di violenza carnale, che vede vittima Hassan, l'amico di Amir, porrà termine alla loro amicizia. I tentativi di espiazione, per l'atto di aver abbandonato l'altro nel momento del bisogno, condurranno Amir a salvare il figlio di Hassan, vent'anni più tardi.
L'opera è divenuta un enorme successo, un bestseller per anni in classifica, con oltre 30 milioni di copie vendute nel mondo e facendo dell'Autore un personaggio globalmente celebre. Nel 2007 ne fu tratto un film omonimo, diretto da Marc Forster; poi un graphic novel.

## Trama
Il cacciatore di aquiloni è un romanzo ambientato fra Afghanistan, Pakistan e USA: racconta la storia di due ragazzi, Amir e Hassan. 1970, la storia inizia a Kabul. Amir è un ragazzo afghano di etnia pashtun, quindi sunnita, mentre il suo amico Hassan è di etnia hazara e quindi sciita, e lavora come domestico con suo padre Alì nella casa di Baba: quest'ultimo, amico di Alì e padre di Amir, è un uomo ricco, intelligente e coraggioso, che riesce sempre a cavarsela grazie alle sue doti. Nonostante Amir sia il figlio di Baba, spesso il padre dimostra di voler più bene ad Hassan, come quando fa di tutto per fargli curare il labbro leporino, senza badare a spese. Accorgendosene, Amir soffre incolpandosi per la morte di sua madre, 
se gli avesse voluto più bene, e immaginandosela prima della sua morte di parto. Ha dunque un rapporto molto sofferto col padre, ma riesce a trovare conforto in Rahim Khan, altro amico del padre, con cui condivide la passione per la letteratura.
Amir e Hassan crescono assieme nella città di Kabul, e la loro maggiore aspirazione è vincere l'evento del quartiere: la caccia agli aquiloni. Lo scopo di questo gioco è tagliare, per mezzo del proprio aquilone, il filo di quello degli altri giocatori; gli aquiloni diventano di proprietà di chi li recupera: chi taglierà il filo del penultimo aquilone rimasto in aria vincerà la competizione e se poi riuscirà a recuperarlo potrà tenerselo come trofeo. Nonostante il talento di Hassan nel fabbricare gli aquiloni i due bambini non riescono mai a vincere la competizione, finché Amir, proprio il giorno del suo dodicesimo compleanno, si guadagna il primo posto nella gara.
Alla vittoria, suo padre Baba si mostra fiero di lui per la prima volta; resta tuttavia da recuperare l'aquilone di cui Amir ha tagliato il filo al momento della vittoria. Hassan corre a cercarlo ma si imbatte in tre bulli, che già tempo prima avevano infastidito Amir ed Hassan, prima che quest'ultimo li avesse minacciati con una fionda e messi in fuga. Ma ora i bulli, tutti molto più grandi del bambino, vedendo Hassan completamente da solo e indifeso, ne approfittano per vendicarsi: dopo averlo picchiato, decidono di stuprarlo e lo abbandonano in un vicolo lasciandogli in cambio l'aquilone che aveva abilmente trovato per il suo amico. Amir assiste casualmente al fatto ma è troppo pavido per intervenire, trattenuto non tanto dalla paura della violenza, quanto dal timore di vedersi sfuggire quell'aquilone che ha tanto desiderato e con cui spera di conquistare finalmente la stima di suo padre. In seguito a questo episodio, il rapporto tra Amir e Hassan si raffredda. Sentendosi colpevole verso l'amico di cui in qualche modo non si sente degno, ma anche roso dalla gelosia e dall'egoismo, Amir fa di tutto per allontanare Hassan da sé e da suo padre arrivando ad inscenare un falso furto in casa. Hassan e suo padre vanno via dalla residenza di Amir, con grande rammarico di Baba, che sembra soffrirne sinceramente.
Nel 1981, dopo lo scoppio della guerra in Afganistan, Amir e suo padre sono costretti a lasciare Kabul, e trasferitisi negli USA, ricominciano una nuova vita, non senza difficoltà e disagi. Amir cresce e si  laurea in lettere, ma molto spesso deve alternare lo studio al lavoro per aiutare il padre che si è riciclato come commerciante al mercato delle pulci dopo l'espatrio forzato. Proprio qui Amir si innamora di Soraya, una giovane benestante, figlia dell'ex-generale afghano Taheri. Inizialmente il padre di lei si oppone agli incontri, vedendo quello di Amir come il capriccio di un "cantastorie", ma Baba, che intanto si è ammalato di cancro ai polmoni, in un ultimo gesto di affetto verso Amir, convince il generale a lasciare che i due giovani celebrino il matrimonio. Un mese dopo il matrimonio, a causa del tumore ai polmoni, egli morirà completamente in pace con il mondo per avere visto suo figlio sposarsi.
Trascorrono diversi anni. Amir, ormai un uomo maturo, ha visto pubblicati diversi suoi libri ed è uno scrittore di successo. È però scontento in quanto non riesce ad avere figli con la moglie Soraya, nonostante la coppia non presenti sintomi di infertilità. Nel 2001 Rahim, il vecchio e saggio amico di Baba, telefona ad Amir dal Pakistan, dicendogli che c'è qualcosa che potrebbe fare per il suo amico d'infanzia Hassan. Amir, da vent'anni preso dai sensi di colpa nei confronti di Hassan, torna in Oriente e a Peshawar incontra Rahim, che gli racconta la storia di Hassan. Il bambino, una volta cresciuto, si è sposato ed ha avuto un figlio, Sohrab. Hassan e la sua famiglia hanno vissuto nell'ex-abitazione di Baba, una volta che loro se n'erano andati. Purtroppo Hassan e la moglie sono stati uccisi dai talebani per puro odio razziale e Sohrab è finito in un orfanotrofio. Amir scopre inoltre che Hassan era nato da una relazione tra Baba e l'ormai defunta moglie di Alì, la sua domestica Sanaubar, e che quindi il suo amico d'infanzia era in realtà il suo fratellastro.
Amir decide di cercare suo nipote Sohrab con l'aiuto di Farid, da anni nuovo amico di Rahim dopo la partenza di Baba. I due si travestono da talebani e tornano in Afghanistan, al centro di Kabul. All'orfanotrofio, scoprono che un talebano diverse volte ha portato via bambini e bambine, che quasi mai sono tornati. Continuano così a cercare Sohrab, contattando il talebano in questione durante un'esecuzione allo stadio: arrivato al complesso del talebano, Amir scopre che si tratta di Assef, il giovane bullo che, coi suoi amici, aveva stuprato Hassan quando era bambino in quel vicolo, e che anni dopo lo aveva ucciso insieme alla moglie, e che ora è un comandante dei talebani che violenta, senza venir minimamente punito, i bambini dell'orfanotrofio. Assef riconosce di riflesso Amir e fa portare Sohrab, che era stato appena catturato dall'orfanotrofio e ridotto a Bacha Bazi, ossia un bambino schiavo sessuale; ordina inoltre alle guardie di lasciare andare Amir con il bambino, a patto che Amir sopravviva alla lotta. Assef attacca quindi Amir con il vecchio pugno di ferro e lo riduce in fin di vita, ma Amir ride perché si sente finalmente liberato dal senso di colpa per non aver aiutato Hassan anni prima. Vedendo Amir in difficoltà, Sohrab si ribella come fece il padre in passato, punta la vecchia fionda del padre con una biglia contro la testa di Assef e, prima che il talebano gli salti addosso, lo acceca, trapassandogli l'occhio e lasciandolo solo ad urlare di dolore.
Insieme, zio e nipote scappano e, con Farid, raggiungono il Pakistan, dove Amir viene ricoverato in ospedale per le ferite subite; racconta tutto il suo passato a Sohrab e poco a poco si guadagna la sua fiducia e lo convince a venire con lui in America. A Islamabad, Amir cerca di ottenere l'adozione di Sohrab all'ambasciata americana ma, non potendone documentare la morte dei genitori, capisce che l'unico modo è far passare il bambino per un orfanotrofio; lo comunica al bambino che, sconvolto dall'idea di entrare in una nuova "casa degli orrori", tenta il suicidio tagliandosi i polsi: i medici lo salvano, ma Sohrab ormai si sente tradito definitivamente. Però, dopo aver risolto la pratica del visto e dell'adozione grazie a sua moglie Soraya, Amir torna con il nipote in America, dove Sohrab passa un anno in totale silenzio, per riprendersi da tutti gli orrori. Un giorno, durante una caccia agli aquiloni il primo giorno di primavera e Capodanno afghano, in America, un angolo della sua bocca si piega ad un fugace sorriso, la prima crepa felice nel muro che ha creato tra lui e il mondo, e, superando gli orrori vissuti, prima di andare a scuola, esce di casa con lo zio-padre adottivo Amir e Soraya a vedere gli aquiloni nel cielo di San Francisco.

## Personaggi principali
- Amir: protagonista del romanzo, è un ragazzo magro e pallido dalle spalle strette, gli occhi di color castano chiaro e piccolo di statura per i suoi dodici anni. Non è molto pratico e bravo nel campo sportivo, ma lo è in quello letterario e ama leggere e scrivere in farsi. Una volta adulto, riuscirà a redimersi poiché da ragazzo ha tradito il suo amico per via del suo carattere debole e insicuro.
- Baba: è soprannominato Toophan Agha, Mister Uragano, per via della sua forza. Il suo vero nome non viene mai rivelato (notare che la parola "Baba" è utilizzata nel mondo musulmano come equivalente dell'italiano "Papà", e come quest'ultima è simile alla parola "Padre", così l'equivalente musulmano è simile alla parola "Ab" che significa appunto "Padre"). Ama molto il calcio e tenta con ogni mezzo di fare in modo che il figlio Amir si dedichi allo sport, ma a quest'ultimo manca l'aggressività per intraprendere un gioco agonistico. Vuole molto bene e stima anche Hassan, che si suppone figlio del suo servo Hazara, provocando l'invidia di Amir. Trascorre la maggior parte del tempo con Rahim Khan, nel suo studio a fumare tabacco e a bere tè nero. È molto orgoglioso, difende ad ogni costo le persone più umili e non ha paura di morire. Muore per cancro ai polmoni, non prima di chiedere al generale Taheri di concedere la mano di sua figlia Soraya ad Amir.
- Rahim Khan: il migliore amico di Baba e socio in affari. Spesso è confidente di Amir da bambino e apprezza quelle doti che vengono considerate delle debolezze da Baba. È lui che si occupa della casa di Baba dopo la sua fuga dall'Afghanistan e vi riporta Hassan con la moglie. Quando si accorge di avere poco da vivere, richiama Amir in Pakistan e, dopo avergli svelato che Hassan è il suo fratellastro, lo incarica di tornare in Afghanistan per ritrovare Sohrab.
- Ali: di animo gentile, servo e amico di Baba. Ha la gamba destra atrofizzata a causa della poliomielite e i muscoli della faccia paralizzati. Trova la gioia con la nascita del figlio, ma si scopre che non ha mai avuto figli in quanto sterile e che quindi non è il padre biologico di Hassan. Si scopre inoltre che morirà a causa di una mina.
- Sanaubar: madre di Hassan, era una sciita di etnia hazara, più giovane del marito di diciannove anni; aveva occhi verdi, un sorriso malizioso e di bell'aspetto. Dopo aver dato alla luce il figlio, fugge con una compagnia di ballerini e cantanti girovaghi. Ritroverà il figlio da vecchia e vivrà con lui e con suo nipote Sohrab, fino a quando non morirà nel 1995.
- Hassan: figlio di Ali e Sanaubar, di origine Hazara. Viso perfettamente tondo, con il naso largo e piatto, gli occhi a mandorla, giallo oro, verdi, o azzurri come zaffiri a seconda della luce, ha piccole orecchie dall'attaccatura bassa e il mento appuntito, e ha il labbro leporino, che in seguito verrà corretto tramite un'operazione chirurgica. È molto gentile nei confronti di Amir, ed è sempre pronto a proteggerlo in caso di pericolo, soprattutto con la sua fionda, la sua arma preferita. Si scopre che Hassan e Amir sono fratelli, e che in realtà Sanaubar aveva tradito il marito con Baba. Hassan si sposa con Farzana, ma poi i due verranno assassinati dai talebani e il loro bambino, Sohrab, rimarrà orfano.
- Assef: figlio di Mahumud, un pilota di aerei pashtun amico del padre di Amir, e di Tanya, una tedesca. È l'antagonista principale del romanzo. Nel quartiere in cui vive la sua parola è legge, ed è soprannominato da alcuni suoi coetanei Goshkor, "il mangiatore d'orecchie". È senza dubbio il più spietato tormentatore di Ali, nonché di Amir e soprattutto di Hassan, che prende in giro per le sue origini. Quando un giorno Hassan lo minaccia con la fionda, dopo qualche tempo egli vendica violentandolo davanti agli occhi di Amir. Assef ha idee razziste e pensa di fare una pulizia etnica, proprio come Hitler; la sua idea permane quando per il compleanno di Amir gli regala proprio una biografia del Führer. Anni dopo, Assef, i cui genitori sono ricchi commercianti fuggiti ormai dall'Afghanistan, diventerà poi un importante comandante talebano. La sua crudeltà è confermata dalla sua abitudine a stuprare i bambini dell'orfanotrofio, fra cui anche il figlio di Hassan, Sohrab. Sarà l'assassino di Hassan e della moglie, e dopo aver torturato Amir verrà accecato con una fionda da Sohrab.
- Soraya: figlia del generale Taheri, va in sposa ad Amir, ma a causa del destino non riesce ad aver figli. Dal libro si può ricavare che è molto intelligente e che il padre vuole che lei diventi una persona importante come un medico o avvocato, ma Soraya però sogna di fare l'insegnante; se il padre lo ritiene un lavoro umile perché si guadagna poco, Soraya lo considera un punto di riferimento per Amir perché lui si confida con lei. Nel periodo pre-matrimoniale Soraya ha avuto una relazione con un altro uomo con il quale era scappata di casa per un mese. Verrà poi "salvata" (come lei stessa dice) dal padre che andrà a riprenderla e a riportarla a casa. Dopo il matrimonio Soraya si prende cura di Baba ammalato come se fosse suo padre. Quando Amir le propone di adottare Sohrab, ne è entusiasta e accoglie il bambino come un figlio.
- Farid: amico di Rahim Khan e autista di Amir, accompagna quest'ultimo nella ricerca del figlio di Hassan, Sohrab. Riesce a contattare il talebano con gli occhiali da sole (che si scopre essere Assef) allo stadio di Kabul dopo la lapidazione dei due adulteri e porta infine in salvo Sohrab e Amir, dopo che quest'ultimo viene aggredito da Assef. Unica sua particolare caratteristica è la sua mano sinistra mutilata da una mina. Ha un fratello, di nome Wahid.
- Sohrab: il figlio hazara di Hassan e Farzana. Il bambino in un primo momento esita a fidarsi di Amir, comportandosi in modo chiuso e taciturno, ma pian piano acquisisce fiducia e accetta di andare in America con lui. Dopo il tentativo di suicidio, causato dal fatto che Amir gli aveva detto che doveva riandare, seppure temporaneamente, in un orfanotrofio, il ragazzo si chiude in un mutismo assoluto. I suoi occhi cominciano di nuovo a brillare quando per la prima volta vede Amir rincorrere un aquilone abbattuto.
- Farzana: la moglie di Hassan, uccisa insieme al marito da Assef.

## Edizioni italiane
- Il cacciatore di aquiloni, traduzione di Isabella Vaj, Piemme, 15 marzo 2004,  pp. 394, cap. 25, ISBN 978-88-384-8172-7. - Ed. illustrata, Piemme, 2006, ISBN 978-88-384-6229-0; Collana Bestseller n.150, Piemme, 2009, ISBN 978-88-384-8355-4; Collana NumeriPrimi, Piemme, 2013, ISBN 978-88-662-1620-9; Collana Pickwick, Piemme, 2014, ISBN 978-88-683-6730-5; Collana I MITI, Milano, Mondadori, 2018, ISBN 978-88-566-6710-3.
- Il cacciatore di aquiloni, traduzione di Isabella Vaj, a cura di E. Galimberti, Torino, Loescher, 2007, ISBN 978-88-201-2887-6.
- Il cacciatore di aquiloni, traduzione di Mariagiulia Castagnone, Nuova Prefazione dell'Autore (2023), Collezione Le stelle, Milano, Feltrinelli, 16 maggio 2023, ISBN 978-88-070-7060-0.

### Edizioni condensate
- Il cacciatore di aquiloni, Audiolibro 5 Cd Audio, Milano, Mondadori, 2007, ISBN 978-88-045-7572-6.
- Il cacciatore di aquiloni, La graphic novel. nuova edizione. Disegni di Fabio Celone. Colori di Mirka Andofo, Collana Feltrinelli Comics, Milano, Feltrinelli, 2022, ISBN 978-88-075-5105-5.